# Otto Geleng
Otto Friedrich von Geleng (Berlino, 1843 – Taormina, 1939) è stato un pittore tedesco.

## Biografia
Membro di una nobile famiglia di conti della Bassa Sassonia, Otto Geleng nacque a Berlino dove studiò pittura e si specializzò nella realizzazione di paesaggi bucolici diplomandosi all'accademia d'arte.
Artista e viaggiatore curioso viaggiò per tutta l'Europa, in particolare in Italia, dove giunse nel 1863. Visitò tutte le principali città d'arte soggiornandovi per lunghi periodi. Nello stesso anno, si trasferì a Taormina, dove si sposò con Filomena Zuccaro e divenne pro-sindaco, divenendo in breve tempo una delle principali personalità che resero Taormina una meta turistica internazionale. Fu lui a chiamarvi, fra gli altri, il fotografo Wilhelm von Gloeden.
Alla sua morte, avvenuta a Taormina nel 1939, venne sepolto nel locale cimitero cattolico.

## Opere
- Le rovine di Pompei, olio su tela, 106.7 x 167.6 cm;
- Taormina. Blick über die Ruinenstadt im Morgenlicht. Im Hintergrund der schneebedeckte Ätna, olio su tela, 56 x 75 cm;
- L'anfiteatro di Taormina, 1872, olio su tela, 57.8 x 98.4 cm.
- "Il chiostro del monastero di Taormina"; olio su tela; 40.5 x 65.5 cm.